# ترولان
ترولان (Trowulan)هو موقع أثري في منطقة ترولان الفرعية، منطقة موجوكيرتو، في مقاطعة جاوة الشرقية الإندونيسية. تبلغ مساحتها حوالي 100 كيلومتر مربع، وقد تم افتراض أنها موقع العاصمة التي تحمل اسم إمبراطورية ماجاباهيت، والتي وصفها Mpu Prapanca في قصيدة القرن الرابع عشر
ناجاراكريتاجاما وفي مصدر صيني من القرن الخامس عشر. عندما كانت عاصمة إمبراطورية ماجاباهيت، كانت تُعرف باسم ويلواتيكتا، وهو اسم مرادف أيضًا لاسم الإمبراطورية. تم تدميرها أثناء غزو غيرندرواردنا لهزيمة كيرتابومي في 1478. بعد هذا الحدث تم نقل عاصمة ماجاباهيت إلى داها (كيديري). يضم متحف ترولان مجموعة من القطع الأثرية.
يحتوي ناجاراكريتاجاما على أوصاف شعرية لقصر ماجاباهيت والمناطق المحيطة به ولكنه يقتصر على القطاعات الملكية والدينية. بعض التفاصيل غامضة، والعلماء الذين حاولوا وضع خطة للعاصمة توصلوا إلى استنتاجات مختلفة.
ركزت الأبحاث القديمة في ترولان على البقايا الأثرية: المعابد والمقابر ومكان الاستحمام. كشفت المسوحات والتنقيبات الأثرية مؤخرًا عن بقايا النشاط الصناعي والتجاري والديني، ومناطق السكن، وأنظمة إمدادات المياه وقنوات المياه، وكلها دليل على الكثافة السكانية خلال القرنين الرابع عشر والخامس عشر. في أكتوبر 2009، قدمت وزارة الثقافة والسياحة الإندونيسية ترولان كقائمة اليونسكو للتراث العالمي.

## الأوصاف في المصادر المعاصرة

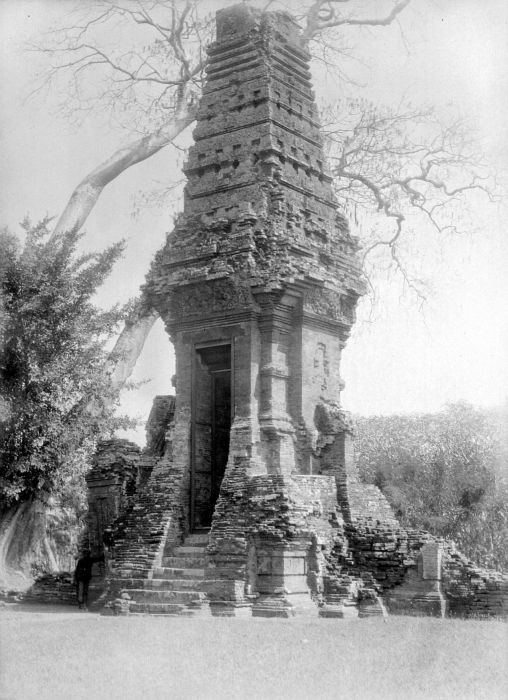
باجانغ راتو في عام 1929 ، قبل الترميم

وفقًا لرواية برابانكا في قصيدة ناجاراكريتاجاما، كان المجمع الملكي محاطًا بجدار سميك وعالي من الطوب الأحمر. كان بالقرب من نقطة حراسة محصنة. كانت البوابة الرئيسية للقصر موجودة في الجدار الشمالي وتم الدخول إليها من خلال أبواب ضخمة من الحديد المزخرف. خارج البوابة الشمالية كان هناك مبنى طويل حيث التقى رجال الحاشية مرة واحدة في السنة، وسوق، ومفترق طرق مقدس. داخل البوابة الشمالية مباشرة كان هناك فناء يحتوي على مبانٍ دينية. على الجانب الشرقي من هذا الفناء كانت هناك أجنحة محاطة بالقنوات حيث يستحم الناس. في الطرف الجنوبي، أدت البوابة إلى صفوف من المنازل التي أقيمت على التراسات التي يعيش فيها خدم القصر. وأدت بوابة أخرى إلى فناء ثالث مزدحم بالبيوت وقاعة كبيرة لمن ينتظرون دخول الحاكم. كانت مساكن الملك، التي تقع إلى الغرب من هذا الفناء، تحتوي على أجنحة على قواعد من الآجر الأحمر مزخرفة، وأعمدة خشبية منحوتة بشكل مزخرف، وسقف مزين بزخارف من الطين. خارج القصر كانت أماكن لكهنة شيفا والبوذيين وأعضاء النبلاء الآخرين. على مسافة أبعد، ومنفصلة عن القصر بالحقول المفتوحة، كانت هناك مجمعات ملكية أكثر، بما في ذلك مجمع رئيس الوزراء غاجاه مدى. هنا تنتهي أوصاف برابانكا.
يصف مصدر صيني من القرن الخامس عشر القصر بأنه نظيف ومحافظ عليه جيدًا. وقيل إنه كان محاطًا بجدار من الطوب يزيد ارتفاعه عن 10 أمتار وبه بوابة مزدوجة. تم بناء المنازل في الداخل على أعمدة وكان ارتفاعها من 10 إلى 13 متراً، مع أرضيات خشبية مغطاة بالحصائر الجميلة التي جلس عليها الناس. كانت الأسقف مصنوعة من الألواح الخشبية وكانت مساكن عامة الناس مسقوفة بالقش.
يُعرِّف كتاب عن آداب محكمة ماجاباهيت العاصمة بأنها «كل ما يمكن للمرء أن يخرج إليه دون المرور عبر حقول الأرز». لا تصور نقوش المعبد من ماجاباهيت مشاهد حضرية، لكن بعضها يحتوي على رسومات تخطيطية للمستوطنات المشار إليها كأجنحة محاطة داخل الجدران. يبدو أن كلمة "kuwu" في ناجاراكريتاجاماتشير إلى الوحدات الاستيطانية المكونة من مجموعة من المباني المحاطة بجدار، يعيش فيها عدد كبير من الناس تحت سيطرة أحد النبلاء. تميز هذا النمط بمدن جاوة الساحلية في القرن السادس عشر التي وصفها الزوار الأوروبيون الأوائل، وربما كانت عاصمة ماجاباهيت تتكون من مثل هذه الوحدات.

## اكتشاف
تم اكتشاف أطلال المدينة القديمة في ترولان بحلول القرن التاسع عشر. أفاد السير توماس ستامفورد رافلز، نائب حاكم جاوة البريطانية،  الحاكم العام لبنكولين  من عام 1811 حتى عام 1816 والمتحمس الذي لا يعرف الكلل لتاريخ الجزيرة، بوجود " أنقاض المعابد.... متناثرة حول البلد لأميال عديدة . كان جزء كبير من المنطقة مغطاة بغابات كثيفة من خشب الساج في ذلك الوقت، مما جعل المسح التفصيلي مستحيلاً. ومع ذلك، فقد تأثر رافلز كثيرًا بما رآه لدرجة أنه أشار لاحقًا إلى ترولان على أنه "هذا فخر جافا ".

## المواقع الأثرية

موقع تروولان الأثري. المربع الأحمر عبارة عن مواقع أثرية ، أما اللون السماوي الفاتح فهو عبارة عن آثار للقنوات القديمة.

يتم تخزين وعرض معظم الآثار الأثرية المكتشفة في ترولان والمناطق المجاورة لها في متحف ترولان، الواقع على الجانب الغربي من بركة سيجاران. أظهرت الحفريات في ترولان وحولها أن أجزاء من المستوطنة القديمة لا تزال مدفونة تحت عدة أمتار من الطين والحطام البركاني، نتيجة للانفجارات المتكررة لجبل كيلود القريب، فضلاً عن الفيضانات المتكررة لنهر برانتس. تنتشر العديد من الأطلال الأثرية حول قرية تروولان. العديد منها متضرر تمامًا، بينما خضع البعض الآخر لإعادة البناء. معظمها مبني من الطوب الأحمر.

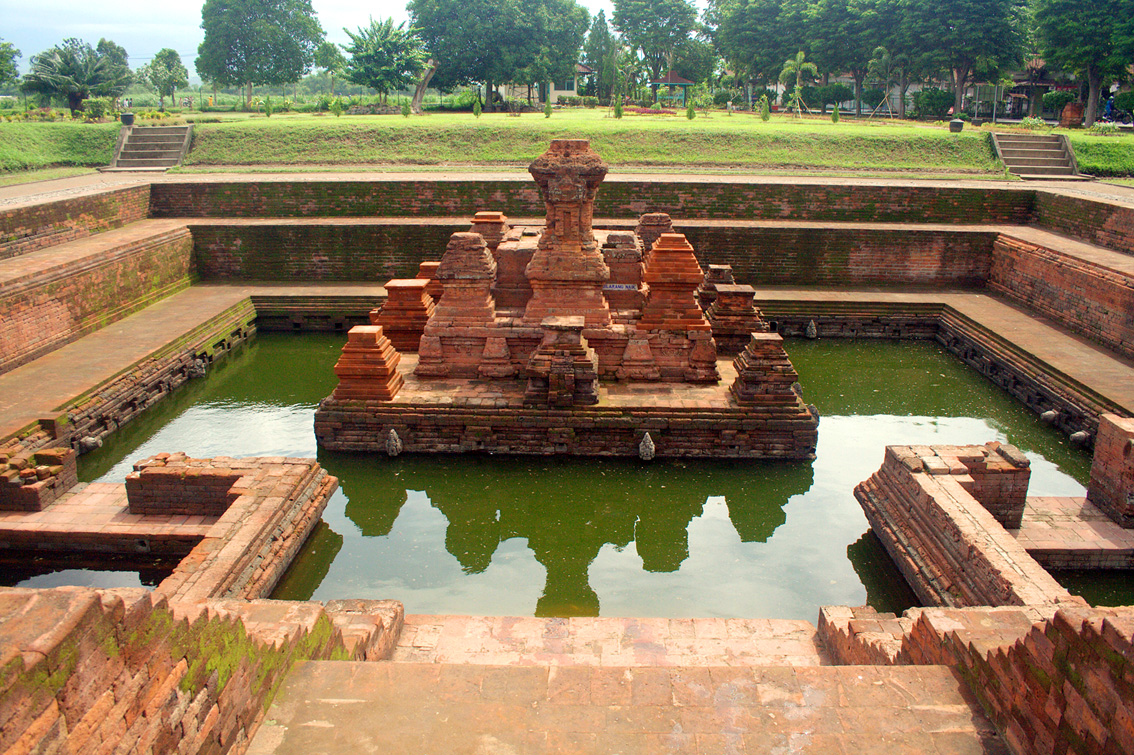
مكان الاستحمام كاندي تيكوس

كاندي تيكوس عبارة عن حوض استحمام طقسي (petirtaan) والذي ربما يكون أكثر الاكتشافات الأثرية إثارة في ترولان. كاندي تيكوس يعني «معبد الفئران»، وهو الاسم الذي أُطلق على الاكتشاف في عام 1914 لأن الموقع ظهر أثناء التنقيب ليكون مكانًا لتربية الفئران. تم ترميم هذا المجمع من الطوب الأحمر إلى حالته الحالية في عامي 1985 و 1989، ويتخذ شكل حوض غارق مستطيل الشكل، حيث تنزل فيه درجات من الجانب الشمالي. يبدو أن الهيكل الرئيسي، الذي ينطلق من الجدار الجنوبي للحوض، قد تم تصميمه على غرار جبل ماهاميرو الأسطوري. لم يعد مكتملًا، فقد كان يتألف من أساسات متدرجة، كان يمكن أن يرتكز عليها ترتيب متحد المركز من «الأبراج» المحيطة بأعلى قمة للمبنى.
ليس بعيدًا عن كاندي تيكوس في قرية كيراتون الصغيرة تقف بوابة باجانغ راتو التي تم ترميمها مؤخرًا، وهي بوابة بادوراكسا الأنيقة المبنية من الطوب الأحمر والتي يعود تاريخها إلى منتصف القرن الرابع عشر. شكل الهيكل طويل ونحيف، يرتفع إلى ارتفاع 16.5 مترًا ويعرض زخرفة إغاثة معقدة، خاصة في قسم السقف. البوابة مزينة بنقوش بارزة تصور قصة سري تانجونج ورامايانا. تعني كلمة باجانغ راتو باللغة الجاوية حرفياً «الملك القزم أو العيب». تربط التقاليد الشعبية البوابة بجايانجارا، الملك الثاني لماجاباهيت، وخلف Kertarajasa Jayawarddhana مؤسس إمبراطورية ماجاباهيت. وفقًا للتقاليد، سقط جاانيجارا من البوابة عندما كان طفلاً، مما تسبب في حدوث عيوب في جسده. من المحتمل أن يعني الاسم أيضًا «الملك الصغير»، حيث صعد جاانيجارا إلى العرش في سن مبكرة. يربط مؤرخ هذه البوابة بـ شيرينجابورا (Çri Ranggapura) أو كابوبونغان أنتولان (ترولان)، الضريح المذكور في ناجاراكريتاجاما كمكان دارما (مجمع مقدس) مكرس للملك جاانيجارا أثناء وفاته عام 1328.

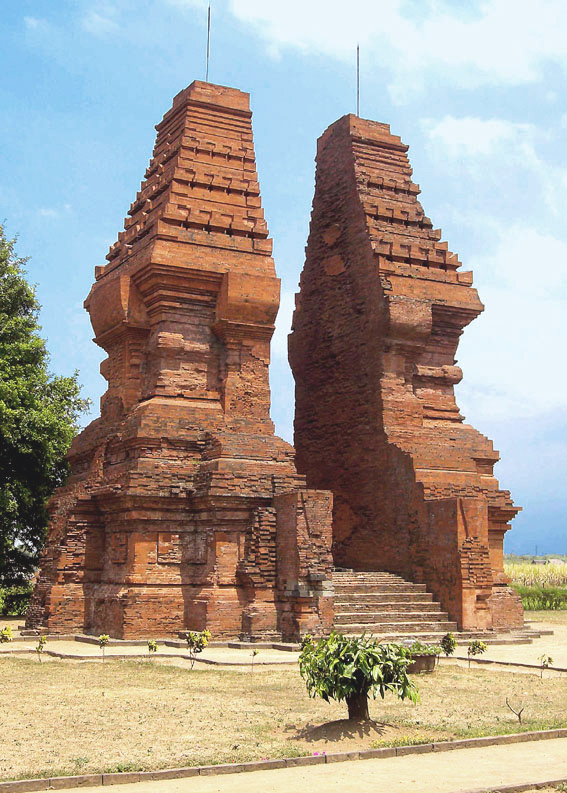
وينجين لاوانج ، البوابة في ترولان، موجوكيرتو

يقع وينجين لاوانج على مسافة قصيرة جنوب الطريق الوطني الإندونيسي 15 في قرية جاتيباسار. الاسم باللغة الجاوية يعني «بوابة بانيان تري». بوابات البوابة الكبرى مصنوعة من الطوب الأحمر، بقاعدة 13 × 11 مترًا وارتفاعها 15.5 مترًا، ويعود تاريخها إلى القرن الرابع عشر. البوابة من نوع «كاندي بنتار» أو من نوع البوابة المنقسمة، وهو هيكل ربما ظهر خلال عصر ماجاباهيت. وهي واحدة من أقدم وأكبر «كاندي بنتار» التي تعود إلى عصر ماجاباهيت. اتخذ «كاندي بنتار» شكل هيكل معبد ماجاباهيت النموذجي - يتكون من ثلاثة أجزاء؛ القدم والجسم والسقف الطويل - تنقسم بالتساوي إلى هيكلين انعكاسين لجعل ممرًا في المركز يمشي فيه الناس. هذا النوع من البوابات المنقسمة ليس له أبواب ولا يوفر أي غرض دفاعي حقيقي ولكنه يضيق الممر. ربما كان يخدم الغرض الاحتفالي والجمالي فقط، لخلق شعور بالفخامة، قبل الدخول إلى المجمع التالي. يتفق معظم المؤرخين على أن هذا الهيكل هو بوابة مجمع مهم في عاصمة ماجاباهيت. أدت التكهنات المتعلقة بالوظيفة الأصلية لهذه البوابة المهيبة إلى العديد من الاقتراحات، من أشهرها أنها كانت المدخل إلى مقر إقامة جاجاه مدى.

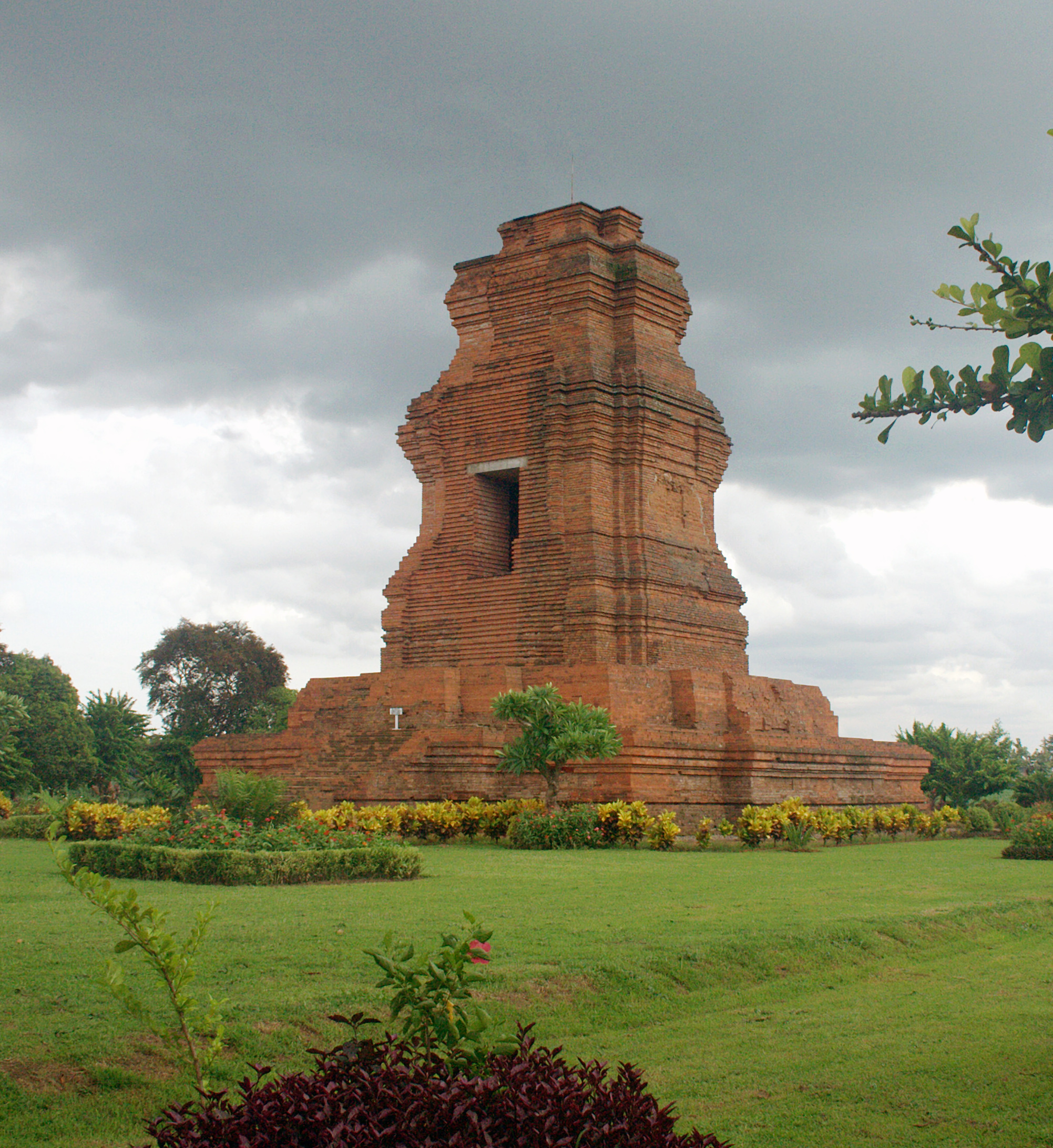
معبد براهو

كاندي براهو في قرية Bejijong هو الهيكل الوحيد الباقي لما كان في يوم من الأيام مجموعة من المباني التاريخية. وفقًا للاعتقاد الشعبي، تم تنفيذ مراسم حرق الجثث لأول أربعة حكام ماجاباهيت بالقرب من كاندي براهو. هذا التقليد، على الرغم من صعوبة إثباته، مدعوم جزئيًا بأدلة مادية، مما يشير إلى أن النصب التذكاري كان في يوم من الأيام ضريحًا جنائزيًا ملكيًا. لا تزال الشخصية الملكية التي تم تخصيص المبنى لها غير واضحة. يقع خراب كاندي جينتونغ في مكان قريب.
يُعتقد أن القبر الإسلامي لأميرة تشامبا هو قبر قرين ملك ماجاباهيت. وفقًا للتقاليد المحلية، يُقال إنها تزوجت من آخر ملوك ماجاباهيت وجعلته مسلما قبل وفاتها عام 1448.

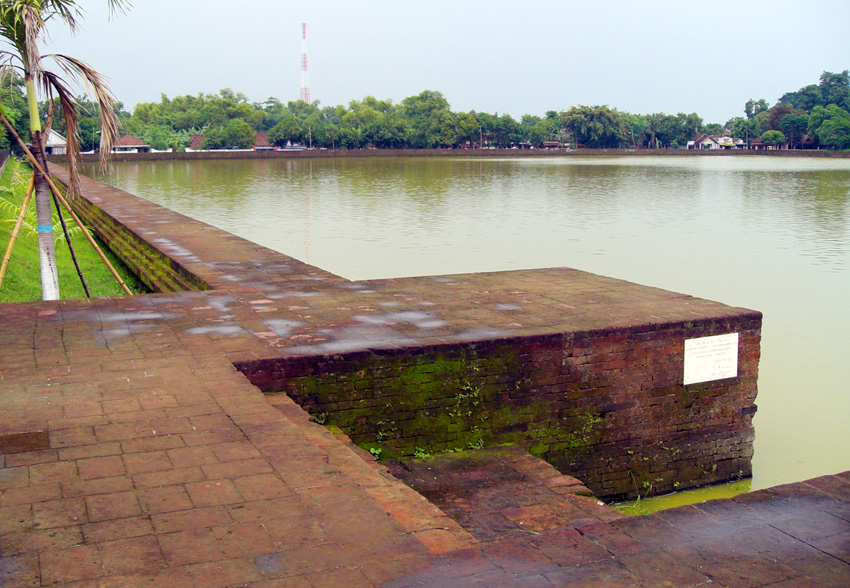
بركة سيجاران

بركة سيجاران هي بركة كبيرة مستطيلة الشكل تبلغ مساحتها 800 × 500 متر. نشأ اسم سيجاران من كلمة "segara" باللغة الجاوية والتي تعني «البحر»، وربما يستند ذلك إلى الاقتراح المحلي بأن البركة الكبيرة هي صورة مصغرة للبحر. يحيط بحوض الماء جدار مستطيل مصنوع من الطوب الأحمر. تم اكتشاف هيكل المسبح المبني من الطوب في عام 1926 بواسطة Henri Maclaine Pont ؛ في ذلك الوقت كان حوض السباحة مغطى بالتراب والطين. تمت إعادة الإعمار بعد بضع سنوات، والآن يعمل مسبح سيغاران كمسبح ترفيهي وبركة صيد. نشأ هيكل القرميد من حقبة ماجاباهيت في القرنين الرابع عشر والخامس عشر. الوظيفة الفعلية للمسبح غير معروفة. اقترحت إحدى الدراسات أن المسبح ربما كان يخدم وظائف مختلفة، ولكن بشكل أساسي كخزان المدينة، وهو مصدر المياه العذبة الضروري للمنطقة الحضرية عالية الكثافة، خاصة خلال موسم الجفاف. هناك اعتقاد محلي شائع آخر هو أن المسبح كان يستخدم كمكان للاستحمام وكمسبح لتدريب قوات ماجاباهيت، وكمسبح ترفيهي لملوك ماجاباهيت للترفيه عن المبعوثين والضيوف. تم بناء المسبح الذي تبلغ مساحته 46875 مترًا مربعًا أعلى قليلاً من محيطه ويستخدم حاليًا لري حقول الأرز المجاورة للمسبح.
بالقرب من الحافة الشمالية الشرقية لـ Kolam Segaran يقع أنقاض Candi Menak Jingga . تم تدمير الهيكل الآن وتناثرت الحجارة في جميع أنحاء المنطقة ولا تزال القاعدة مدفونة تحت الأرض. الحفريات لا تزال جارية. الهيكل مصنوع من حجر أنديسايت منحوت على الطبقة الخارجية مع الطوب الأحمر في الطبقة الداخلية. الميزة الأكثر إثارة في هذا الهيكل هي الأجزاء التي تحتوي على زخارف (ربما جزء من السقف) تم تحديدها على أنها Qilin ، وهو مخلوق أسطوري صيني. قد يشير هذا إلى علاقة ثقافية قوية مع الصين خاصة خلال عهد أسرة مينج. ربط التقاليد المحلية هذا الموقع بجناح الملكة كينكانا وونغو، ملكة ماجاباهيت من حكايات دامارولان وميناك جينغا.
في أومباك ، تشكل الحجارة قاعدة الأعمدة الخشبية، التي ربما كانت جزءًا من مبنى خشبي. المواد العضوية قد اضمحلت وبقيت القاعدة الحجرية فقط.
في قرية ترولويو الصغيرة، تم اكتشاف العديد من شواهد القبور الإسلامية، يعود تاريخ معظمها إلى ما بين 1350 و 1478. تؤكد هذه الاكتشافات ليس فقط أن المجتمع الإسلامي كان راسخًا في جاوة بحلول منتصف القرن الرابع عشر، ولكن أيضًا أن الدين تم الاعتراف به رسميًا وممارسته داخل العاصمة الملكية نفسها. يعتقد الناس أن ترولويو تحتوي أيضًا على قبر رادين ويجايا.
أطلال مهمة أخرى تشمل:
- بالونج بندر
- بندوبو اجونج
- مواقع عمل الذهب والبرونز
- نغلينجوك
- معبد كيداتون
- سينتونوريجو
- معبد سيتينغجيل

## منازل
كشفت الحفريات الأثرية عن أرضيات من الطوب وجدران بعض المساكن. في بعض الحالات، يتم فرض طبقتين أو حتى ثلاث طبقات من هذه المباني. تم تجهيز هذه المساكن بالآبار والمصارف. كما تم العثور على آثار لخزان كبير وآبار مبطنة بالطوب أو الطين.

## الصناعات
تم اكتشاف العديد من قطع المجوهرات الذهبية من هذه الفترة في جاوة الشرقية. على الرغم من أن جافا تفتقر إلى موارد ذهبية كبيرة، إلا أن الواردات من سومطرة وبورنيو وسولاويزي أتاحت للعديد من صائغي الذهب العثور على عمل في جافا.
لا تزال إحدى القرى الصغيرة في تروولان تُدعى كيماسان، من كلمة ماس ، والتي تعني «ذهب». تم اكتشاف الحلي الذهبية بالقرب من هذه المنطقة، وكذلك الأدوات التي كانت تستخدم في صنع الذهب. ربما تم استخدام أكواب طينية صغيرة لصهر الذهب لاستخدامها في صب الشمع المفقود. ربما تم استخدام السندان البرونزية والأحجار الدائرية المسطحة ذات الثلاث أرجل كسطح عمل لنحت المعادن وطرقها. تم التنقيب عن عدد كبير من البوتقات الفخارية لصهر البرونز في قرية باكيس في الجزء الجنوبي من الموقع. تم استخدام بعض البرونز في صب عملات أو تمائم أوانغ غوبوج في قوالب حجرية. تشمل الأشياء المعدنية الأخرى المصابيح البرونزية المزخرفة، وأوعية المياه، والأجراس وغيرها من الأشياء التي يُرجح استخدامها في الاحتفالات الدينية، والأدوات التي تُسمى عادةً «براميل الشق». لا تزال توجد أشياء مماثلة مصنوعة من الخشب أو الخيزران في القرى الجاوية والبالية. تم استخدام العديد من الأدوات الحديدية، ولكن ربما تم استيراد معظمها، لأن جافا بها القليل من خام الحديد.

## المال والسوق

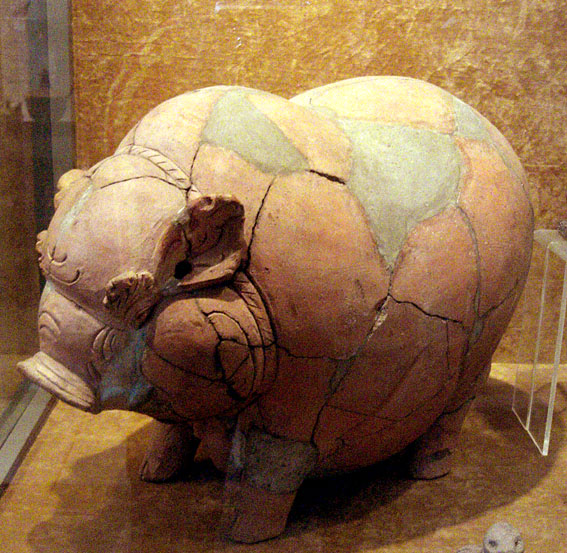
بنك ماجاباهيت المصنوع من الطين المصنوع من الطين، من القرن الرابع عشر إلى الخامس عشر، تروولان، جاوة الشرقية. (مجموعة متحف إندونيسيا الوطني بجاكرتا)

يذكر Nawanatya مسؤولاً في المحكمة كان واجبه حماية الأسواق. «ثمانية آلاف نقدا كل يوم من الأسواق هي الحصة» التي يتلقاها هذا المسؤول. «النقد» المشار إليه في هذا النص هو عملات برونزية صينية أصبحت العملة الرسمية لماجاباهيت في حوالي عام 1300، لتحل محل العملات الذهبية والفضية التي كانت مستخدمة منذ قرون. كانت العملات المعدنية الصينية مفضلة على ما يبدو لأنها كانت متوفرة بفئات صغيرة، ومناسبة للاستخدام في الأسواق. يشير هذا التغيير إلى أن الحياة الاقتصادية في تروولان تميزت بالمهن المتخصصة والأجور واكتساب معظم الاحتياجات اليومية عن طريق الشراء. يأتي الدليل المهم على التصور الجاوي للمال في القرن الرابع عشر في شكل بنوك أصبع طينية بها شقوق كبيرة في ظهورها بما يكفي لقبول عملة معدنية. من الواضح أن تماثيل الخنازير والحاويات لتوفير المال؛ في اللغتين الجاوية والإندونيسية الحالية، تعني كلمة «celengan» «حصالة نقود" أو "صندوق نقود» أو «توفير»، بينما تعني كلمة "celeng" نفسها خنزير أو خنزير. كما تم العثور على حاويات عملات معدنية بأشكال أخرى.

## فخار
تم اكتشاف أعداد كبيرة من القطع الأثرية في Majapahit Terracotta بشكل شائع في Trowulan. كانت صناعة الفخار نشاطا هاما. كانت معظم الأواني الفخارية مخصصة للاستخدام المنزلي في الطبخ والتخزين، مع اقتصار الزخارف على خطوط من الطلاء الأحمر. مصابيح زيت جوز الهند هي اكتشاف شائع آخر. تأخذ أجود أنواع الفخار شكل أواني، مثل أباريق الماء (كيندي)، ذات أجسام رقيقة الجدران، وأشكال رشيقة، وسطح أحمر لامع ناتج عن الصقل . يجب أن تكون هذه مصنوعة من قبل الخزافين المحترفين بدوام كامل. كانت حاويات المياه واحدة من المنتجات الرئيسية لصانعي ماجاباهيت الحضريين، وقد تم العثور على العديد من أوعية المياه المستديرة الكبيرة. تم تزيين «صناديق» المياه المربعة بزخارف مائية أو مناظر طبيعية أخرى. تم إنتاج تماثيل الطين بكميات كبيرة، تمثل العديد من الموضوعات: الآلهة والبشر والحيوانات والمباني والمشاهد. وظيفتهم غير معروفة. ربما خدموا أغراضًا متعددة. ربما تم استخدام بعضها في الأضرحة الدينية المرتبطة بالمساكن، كما هو الحال في بالي الحديثة. تم العثور على أمثلة لهذه التيراكوتا في شكل مبانٍ وحيوانات مصغرة في الأضرحة على جبل بينانغونجان . البعض الآخر، مثل الصور الدعابة للأجانب، ربما كان المقصود منها ببساطة أن تكون ألعابًا للأطفال.

## حديقة ماجاباهيت
خلال النصف الأخير من عام 2008، رعت الحكومة الإندونيسية عملية استكشاف ضخمة في الموقع الذي يُعتقد أنه المكان الذي كان فيه قصر ماجاباهيت في يوم من الأيام. صرح وزير الثقافة والسياحة الإندونيسي Jero Wacik أنه سيتم بناء حديقة ماجاباهيت في الموقع واستكمالها في وقت مبكر من عام 2009، من أجل منع المزيد من الأضرار التي تسببها صناعات الطوب محلية الصنع التي تتطور في المنطقة المحيطة. ستقوم حديقة ماجاباهيت بتوسيع متحف ترولان الحالي وتوفير حديقة تعليمية وترفيهية تحت عنوان ماجاباهيت.
ومع ذلك، فإن المشروع يترك اهتمامًا كبيرًا لبعض المؤرخين، لأن بناء أساس الحديقة في موقع سيجارانالواقع في الجانب الجنوبي من متحف ترولان سيؤدي حتماً إلى إتلاف الموقع نفسه. تم العثور على آجر قديمة وآبار ذات قيمة تاريخية متناثرة في الموقع. ثم جادلت الحكومة بأن الطريقة التي كانوا يطبقونها كانت أقل تدميراً حيث تم استخدام طريقة الحفر بدلاً من الحفر. منذ ذلك الحين توقف بناء حديقة ماجاباهيت، وتم تأجيلها لمزيد من الدراسة للتأثير على الموقع الأثري.

## أنظر أيضا
- ماجاباهيت
- حديقة سريفيجايا الأثرية
- حديقة بوروبودور الأثرية
- العمارة الإندونيسية
- معابد اندونيسيا

### ملحوظات
1. 1 2  مذكور في: East Java Province Administrative Division Data and Code 2015.
2. ↑  Millet، Didier (أغسطس 2003). John Miksic (المحرر). Indonesian Heritage Series: Ancient History. Singapore 169641: Archipelago Press. ص. 108. ISBN:981-3018-26-7.{{استشهاد بكتاب}}:  صيانة الاستشهاد: مكان (link)
3. ↑  Sita W. Dewi (9 أبريل 2013). "Tracing the glory of Majapahit". The Jakarta Post. مؤرشف من الأصل في 2022-07-11. اطلع عليه بتاريخ 2015-02-05.
4. ↑  "UNESCO Tentative list". 8 نوفمبر 2009. مؤرشف من الأصل في 2022-08-19.
5. ↑  "Sir Stamford Raffles | British colonial agent". Encyclopedia Britannica (بالإنجليزية). Archived from the original on 2022-08-09. Retrieved 2017-11-15.
6. ↑  Limited, Alamy. "Stock Photo – Sir Thomas Stamford Raffles, 1781 – 1826. British statesman, Lieutenant-Governor of British Java, Governor-General of Bencoolen, and founder of Singapore". Alamy (بالإنجليزية). Archived from the original on 2021-12-13. Retrieved 2017-11-15.
7. ↑  Bullough، Nigel (1995). Mujiyono PH (المحرر). Historic East Java: Remains in Stone, Indonesian 50th independence day commemorative edition. Jakarta: ADLine Communications. ص. 102.
8. ↑  "Candi Bajangratu". Perpustakaan Nasional. مؤرشف من الأصل في 2022-06-16.
9. ↑  Bullough، Nigel (1995). Mujiyono PH (المحرر). Historic East Java: Remains in Stone, Indonesian 50th independence day commemorative edition. Jakarta: ADLine Communications. ص. 106.
10. ↑  Sita W. Dewi (9 أبريل 2013). "Tracing the glory of Majapahit". The Jakarta Post. مؤرشف من الأصل في 2024-05-17. اطلع عليه بتاريخ 2015-02-05.Sita W. Dewi (9 April 2013). "Tracing the glory of Majapahit". The Jakarta Post. Retrieved 5 February 2015.
11. ↑  "Bayang-bayang Sebuah Kejayaan". 5 يناير 2009. مؤرشف من الأصل في 2009-01-12.
12. ↑  "Taman Majapahit Dibangun di Trowulan". 4 نوفمبر 2008. مؤرشف من الأصل في 2008-11-07.
13. ↑  "Situs Majapahit Dirusak Pemerintah". 5 يناير 2009. مؤرشف من الأصل في 2009-01-12.

## روابط خارجية
- تروولان - عاصمة مملكة ماجاباهيت السابقة
- تاريخ قصير لماجاباهيت
- مذكرات مملكة ماجاباهيت
- تاريخ موجز لماجاباهيت

قالب:Hindu temples in Indonesia